# آرتو چاکماکچیان
آرتو چاکماکچیان (ارمنی: Արտո Չաքմաքչյան؛ زادهٔ ۲۶ ژوئن ۱۹۳۳ - درگذشته ۱ اکتبر ۲۰۱۹) مجسمه‌ساز، نقاش و آموزگار ارمنی‌تبار اهل مصر بود.

## زندگی‌نامه
وی در ۲۶ ژوئن ۱۹۳۳ در قاهره در به دنیا آمد و از آکادمی دولتی هنرهای زیبای ارمنستان فارغ‌التحصیل گشت. وی همچنین برنده جوایزی همچون مدال موسس خورناتسی (۲۰۰۵) مدال طلای وزارت فرهنگ جمهوری ارمنستان (۲۰۰۵) Լոս Անջելեսի Կալիֆորնիայի համալսարանի «Նարեկացի» մեդալ (۲۰۰۹) و نشان افتخار جمهوری ارمنستان (۲۰۱۵) مدال آرشیل گورکی (۲۰۱۴) [[]] شد. وی در ۱ اکتبر ۲۰۱۹ در سن ۸۶ سالگی درگذشت.

## نگارخانه

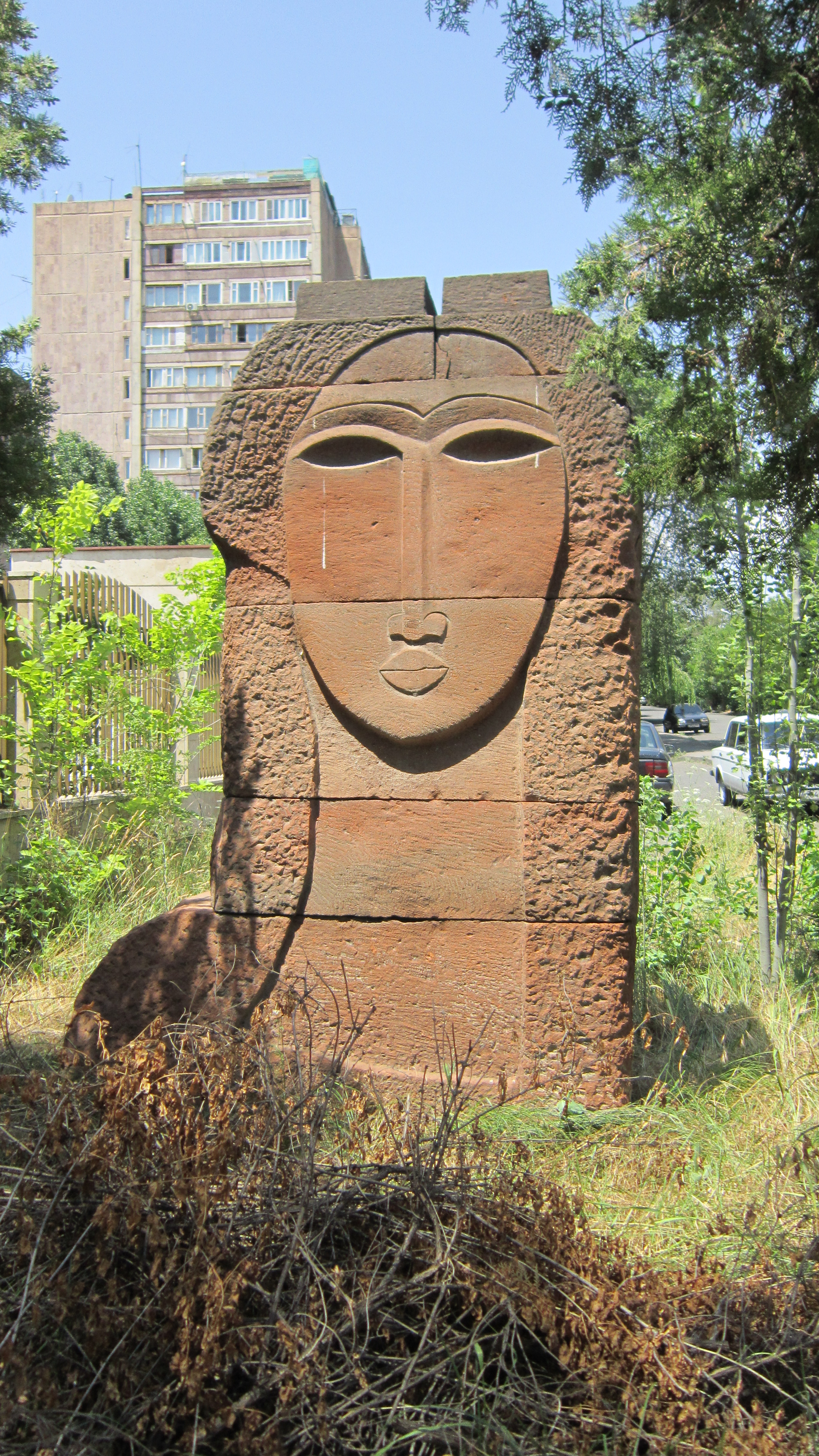
Հայկական սֆինքս (Արուս)